# Katwijk (Brabant-Septentrional)
Pour les articles homonymes, voir Katwijk.
Katwijk  (prononcé : [ˈkɑtʋɛik] ), également connu sous le nom de Katwijk aan de Maas (« Katwijk-sur-la-Meuse »), est un village néerlandais de la commune du Pays de Cuijk dans le nord-est de la province du Brabant-Septentrional, sur la rive gauche de la Meuse. Le 1er janvier 2005, Katwijk compte 502 habitants.

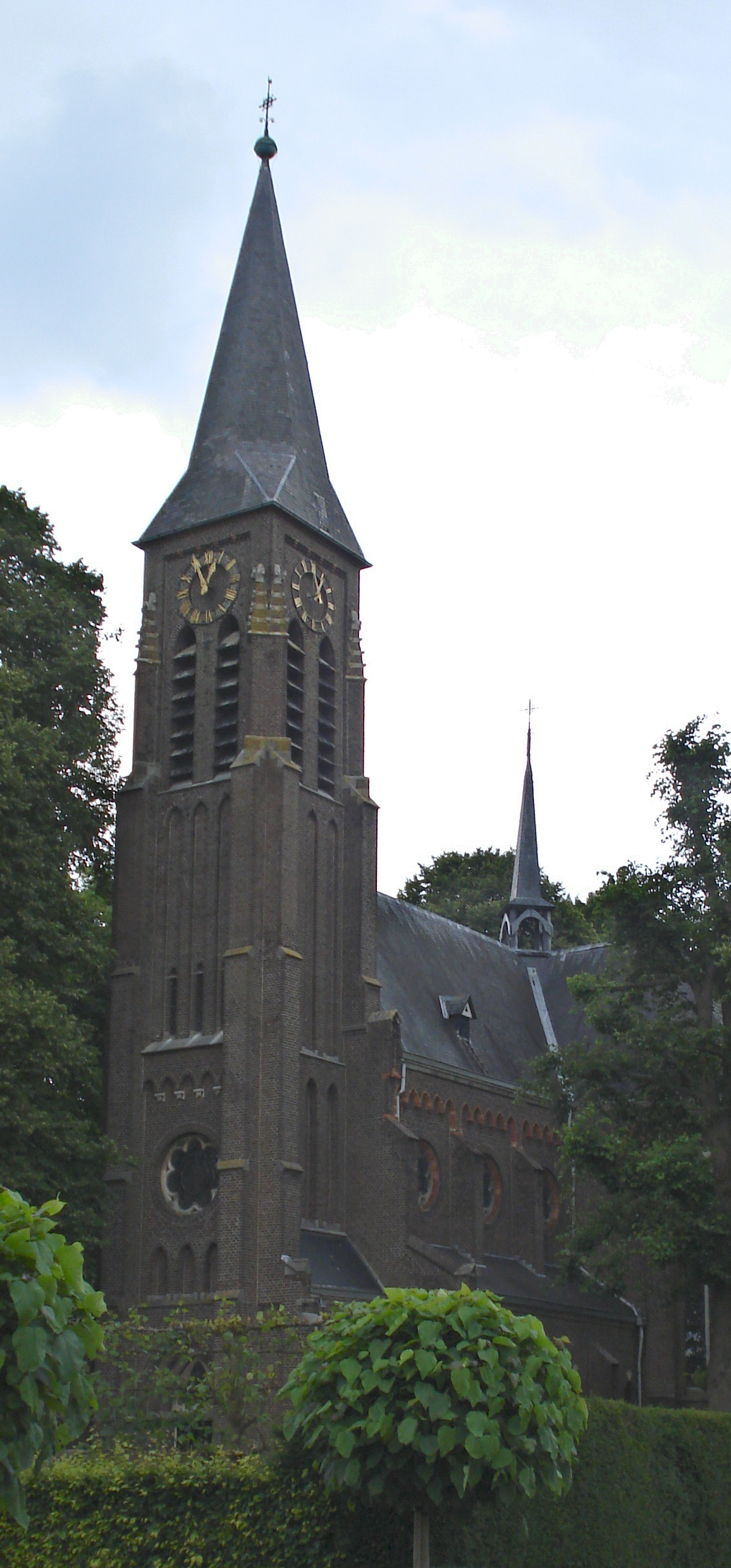
Katwijk, l'église Saint-Martin.

## L'administration
Vers 1813, à la formation des communes du jeune Royaume uni des Pays-Bas, Katwijk forme avec Groot-Linden et Klein-Linden l'ancienne commune de Linden. Quand en 1942 Groot-Linden et Gassel sont annexés par l'ancienne commune de Beers, Klein-Linden et Katwijk choisissent l'ancienne commune de Cuijk en Sint Agatha, qui en 1994 annexe d'autres villages et prend le nom de Cuijk.

## La paroisse
Katwijk et Klein-Linden tombent sous la paroisse de Cuijk. Mais l'hiver, temps de crue de la Meuse, on est coupé de Cuijk. Ainsi, Katwijk veut devenir paroisse indépendante. Chose pas facile. Une première demande de fonds au gouvernement civil date de 1840. On obtient la permission d'un vicaire pour la chapelle de Klein-Linden en 1844 ; en 1855 Katwijk achète un terrain pour le presbytère ; en 1858 l'évêché donne sa permission pour une église ; on ne tombe pas d'accord sur le site ; cela retarde l'attribution de fonds, qui n'arrive qu'en 1879 ; on érige la paroisse en 1880 ; la première pierre pour l'église St.Mathias est posée en 1881 et la consécration a lieu en 1884.
Le premier curé construit un fac-simile de la grotte de Lourdes et réussit d'en faire un lieu de pèlerinage. Cette grotte est toujours visitée.

## L'ancienne île Middenweert

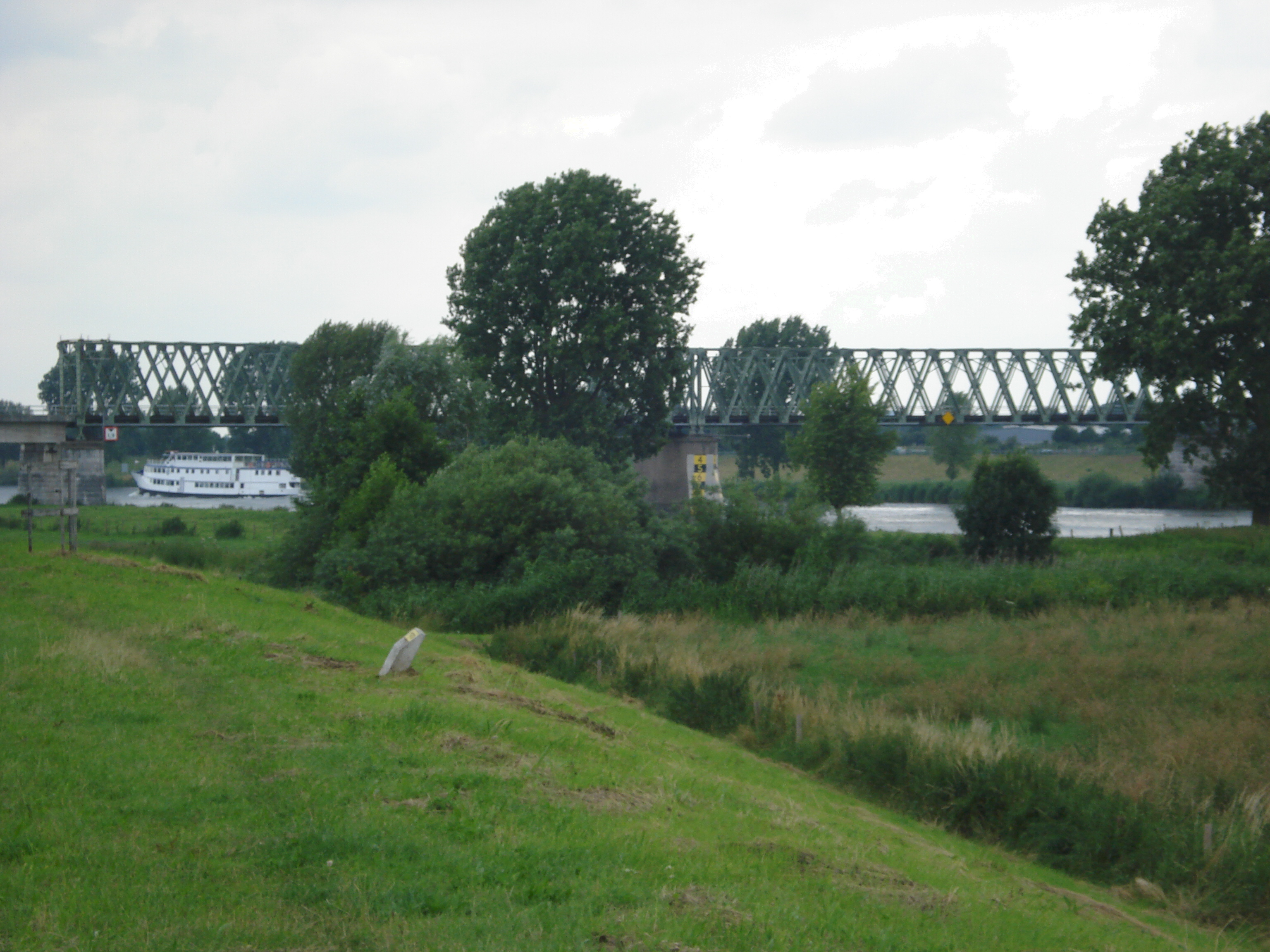
Katwijk, pont du chemin de fer sur la Meuse

L'histoire de Katwijk est lié à un ancien île dans la Meuse entre Katwijk et Mook, nommé Middenweert ou Everdineweerd, d'après une Dame propriétaire de l'île. L'île était accessible à gué du côté de Katwijk par le bras de Meuse appelé De Strang, tandis que les bateaux passaient entre l'île et Mook.
L'île a connu son jour de gloire en 1674. Grave était occupé par les Français. Pour préparer la reconquête, les Hollandais s'installaient dans l'île pour intercepter les provisions allant à Grave. Les Français envoyaient des troupes qui étaient chaudement attendues : ils y laissent 60 morts en plus de 20 noyés.
Quand en 1882 on égalise l'île pour la construction du chemin de fer Nimègue-Venlo, on trouve une fosse commune datée de cette année. L'île n'existe plus; on l'a déblayé en 1939 pour combler De Strang. 

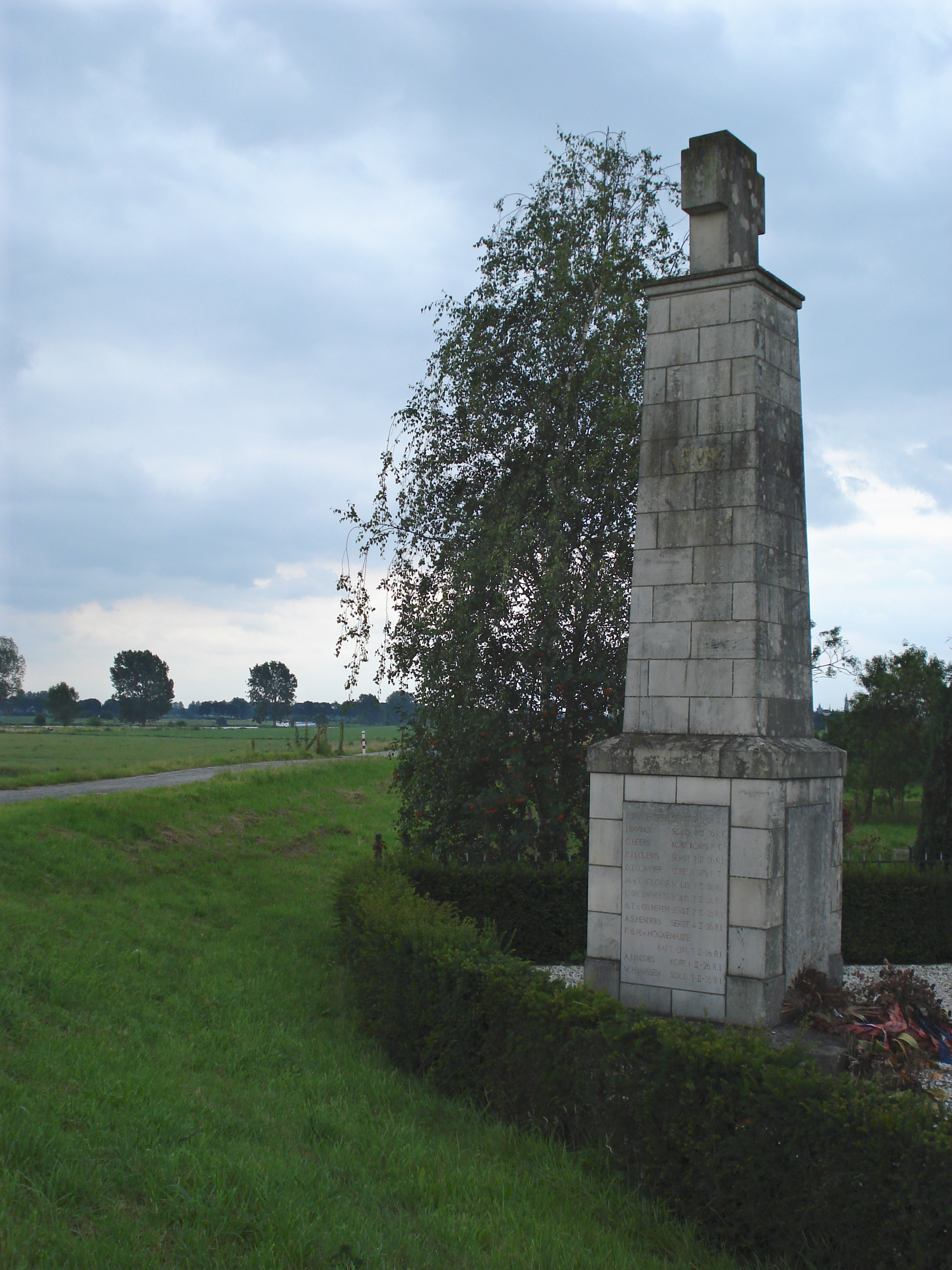
Katwijk, monument du 10 mai 1940

## Katwijklinie, le 10 mai 1940
Dans les années 1930, la Meuse, ligne de défense naturelle, a été fortifiée de Nimègue à Ruremond avec des casemates. Le Katwijklinie était une des six sections de cette Maaslinie. Le 10 mai 1940, l'Allemagne commence l'attaque des Pays-Bas. Ce jour-là les Allemands ouvrent le feu sur la Katwijklinie dès 5 h 30 du matin. Leurs efforts de passer la Meuse sont repoussés trois fois, mais dans l'après-midi, les casemates tombent et 22 défenseurs trouvent la mort. Leurs noms se trouvent sur le monument commémoratif à Katwijk. Douze des casemates à Katwijk et Cuijk sont sauvegardés et sont déclarés monuments historiques.